# 푸에르토리코아마존앵무
푸에르토리코앵무(Amazona vittata)는 아마존앵무의 일종이며, 푸에르토리코및 인근 제도에 서식하는 새이다. 쿠바앵무새와 히스파니올라앵무새와 근연종이다.
푸에르토리코앵무는 심각한 멸종위기종이다. 19세기에서 20세기까지 이루어진 서식지 파괴 때문에 수가 많이 줄었으며, 야생개체는 34-40마리밖에 남아있지 않다. 사육하 143마리를 이용해 종의 복원을 실시하고 있다.
1. ↑  “Appendices | CITES”. 《cites.org》. 2022년 1월 14일에 확인함.